# 寉岡瑞希
寉岡 瑞希（つるおか みずき、1989年12月5日 - ）は、日本の女優。神奈川県出身。ティー・アーティスト所属。
血液型A型、身長160cm。妹は女優の寉岡萌希。

## 出演

### テレビドラマ
- ぽっかぽか2 第38話（1995、TBS）
- ビーファイターカブト 第20話（1996年、テレビ朝日） - 10年前の平岡徳子
- さしすせそ!?（1997年、TBS）
- 金曜エンタテイメント 熱血ド演歌分校先生の事件通信簿 熱血!イノシシ先生の事件通信簿（1998年、フジテレビ）
- 火曜サスペンス劇場 盲人探偵・松永礼太郎10 復讐幻想（1998年、日本テレビ）
- 火曜サスペンス劇場 追跡5（1998年、日本テレビ）
- 月曜ドラマスペシャル 浅見光彦シリーズ11 蜃気楼（1998年、TBS）
- 女医（1999年、よみうりテレビ）
- 告知 最愛の妻の末期ガンから死…（1999年、フジテレビ）
- いばらの償い（2000年、毎日放送）
- 実演販売人・轟安二郎（2000年、TBS）
- 火曜サスペンス劇場「松本清張スペシャル・内海の輪」（2001年、日本テレビ）
- 小学校教師・沢木千太郎の事件ノート(1) いじめ、学級崩壊そして先生の不可解な死!（2001年、TBS）
- 世にも奇妙な物語 SMAPの特別編「僕は旅をする」（2001年、フジテレビ）
- しあわせのシッポ（2002年、TBS）
- 眼科医小室瞳の推理カルテ2（2002年、ABC）
- 土曜ワイド劇場「ぽっかや事件カルテ(3) 日本最南端駅から消えた少年 桜島〜霧島〜（2003年、ABC）
- 茂七の事件簿3 ふしぎ草紙（2003年、NHK）
- 多摩南署たたき上げ刑事・近松丙吉(3) 依頼人の娘（2003年、テレビ東京）
- 正義の質屋・桃乃珠子の事件簿（2003年、フジテレビ）※諸事情でお蔵入り
- ミニモニ。でブレーメンの音楽隊（2004年、NHK教育）
- ほんとにあった怖い話(1) 第3回「本が招く幽霊」（2004年、フジテレビ）
- 自治会長・糸井緋芽子社宅の事件簿(4)（2004年、TBS）
- ほんとにあった怖い話(2) 第4回「四番目の個室」（2004年、フジテレビ）
- 魔法戦隊マジレンジャー（2005年、テレビ朝日）
- 税務調査官・窓際太郎の事件簿 第12作（2005年、TBS） - 松永容子
- ウルトラマンメビウス 第12話「初めてのお使い」（2006年、CBC） - 由香
- PS羅生門 警視庁東都署（2006年、テレビ朝日）
- おとなの眼鏡 第7回 - 第10回「クリスマス」（2006年、チバテレビ）
- 水曜ミステリー9「松本清張特別企画・不在宴会 死亡記事の女」（2008年、テレビ東京） - 魚住布美
- キャットストリート（2008年、NHK）
- 放課後探偵クラブ（2008年、ディズニーチャンネル）
- 執事喫茶にお帰りなさいませ（2009年、毎日放送）
- やっとかめ探偵団（2010年6月20日、東海テレビ）
- 満福少女ドラゴネット（2010年、テレビ神奈川 他）

### 映画
- ウルトラマンゼアス（1996年3月6日、中島信也監督、松竹） - チーコ ※デビュー作
- 妖怪奇談
- スキトモ
- キャットボイス
- 私の中のアイヒマン
- 地球でたったふたり（2007年） - 主演・アイ
- 傘 - 主演
- 君の好きなうた（2011年9月公開、ネイキッド）

他

### オリジナルビデオ
- ウルトラマンネオス 第9話「僕らの恐竜コースター」（2000年、バップ） - アヤカ

### CM
- ブルボン
- ファンケル化粧品
- マクドナルド
- 昭和大学